# 30 (tal)
30 (trettio (fil)) är det naturliga talet som följer 29 och som följs av 31.
- Det är Greklands Landsnummer.

## Inom matematiken
- 30 är ett jämnt tal.
- 30 är det lägsta talet som har tre olika primfaktorer, och därmed är ett sfeniskt tal
- 30 är ett rektangeltal
- 30 är ett kvadratfritt tal
- 30 är ett hendekagontal
- 30 är ett triakontagongontal
- 30 är ett kvadratpyramidtal
- 30 är ett ymnigt tal
- 30 är ett mycket ymnigt tal
- 30 är ett Harshadtal
- 30 är det nionde talet i partitionsfunktionen
- 30 är ett Praktiskt tal.
- 30 är ett palindromtal i det Romerska talsystemet.

## Inom vetenskapen
- Zink, atomnummer 30
- 30 Urania, en asteroid
- M30, klotformig stjärnhop i Stenbocken, Messiers katalog